# Panola County (Mississippi)
 For alternative betydninger, se Panola County. (Se også artikler, som begynder med Panola County)
Panola County er et county i den amerikanske delstat Mississippi.
34°22′N 89°57′V / 34.36°N 89.95°V